# 712 Boliviana
712 Boliviana è un asteroide della fascia principale del diametro medio di circa 127,57 km. Scoperto nel 1911, presenta un'orbita caratterizzata da un semiasse maggiore pari a 2,5739744 UA e da un'eccentricità di 0,1879852, inclinata di 12,78150° rispetto all'eclittica.
Il suo nome è in onore di Simón Bolívar, un rivoluzionario venezuelano.